# Gambelia speciosa
Gambelia speciosa là một loài thực vật có hoa trong họ Mã đề. Loài này được Nutt. mô tả khoa học đầu tiên năm 1848.